# Bachhagel

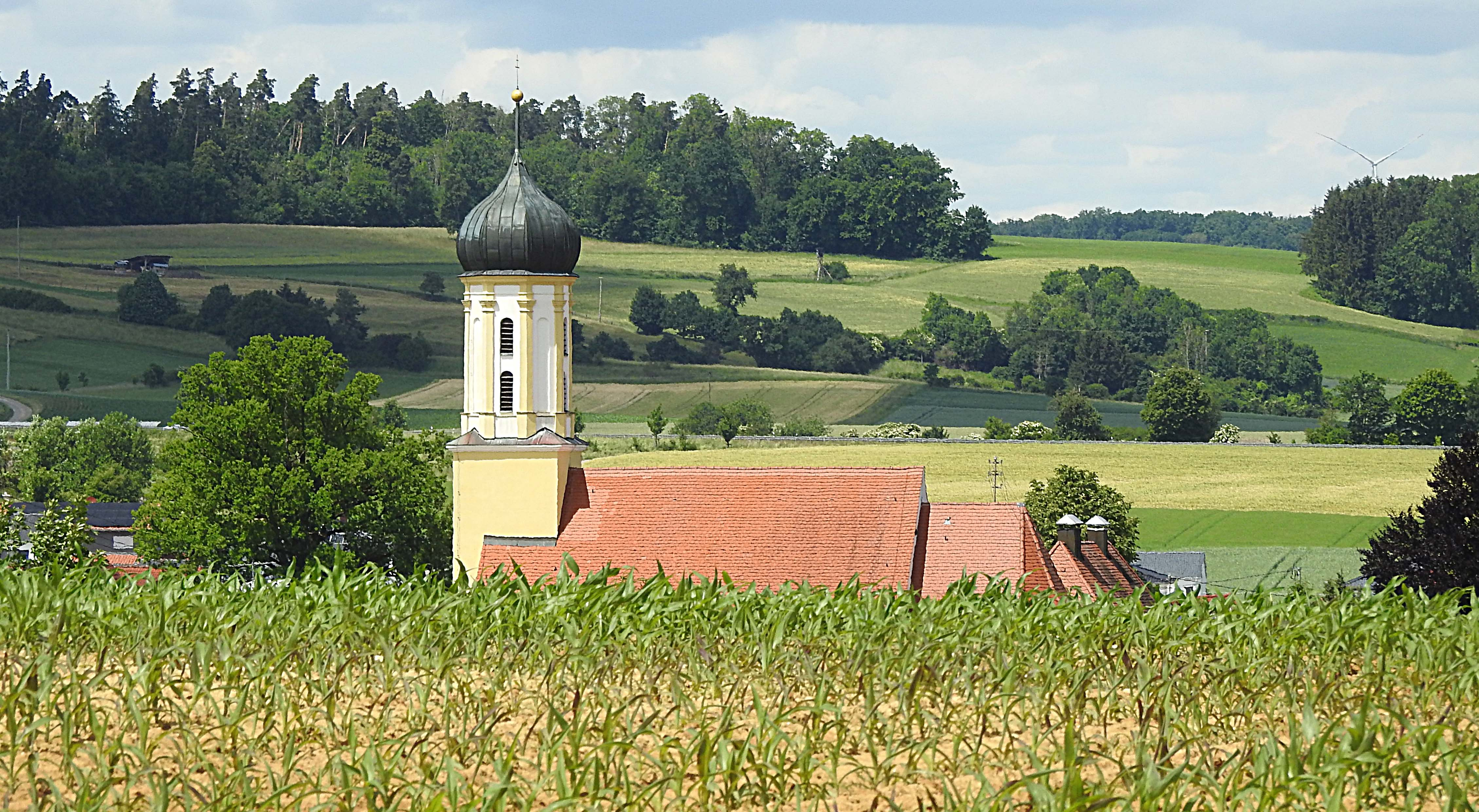
Kirche St. Peter in Burghagel

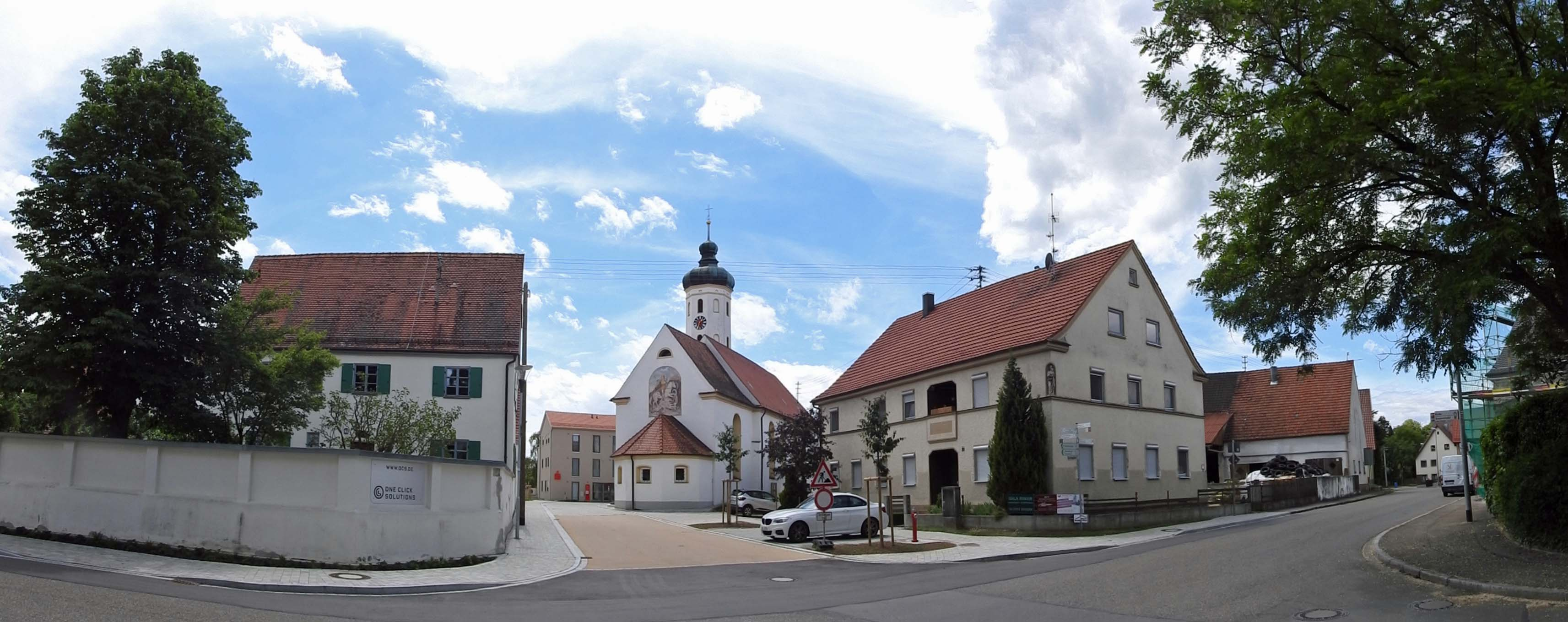
Kirchplatz in Bachhagel

Bachhagel ist eine Gemeinde im Landkreis Dillingen an der Donau in Bayern und Mitglied der Verwaltungsgemeinschaft Syrgenstein.

## Geographie
Bachhagel liegt im Bachtal, einem Ausläufer der Schwäbischen Alb. Durch den Ort fließt der in Staufen entspringende Zwergbach. Die Gemeinde ist Teil der Planungsregion Augsburg.

### Gemeindegebiet
Es gibt fünf Gemeindeteile (in Klammern ist der Siedlungstyp angegeben):
- Bachhagel (Pfarrdorf)
- Burghagel (Pfarrdorf)
- Oberbechingen (Kirchdorf)
- Schäfhof (Einöde)
- Stockhof (Einöde)

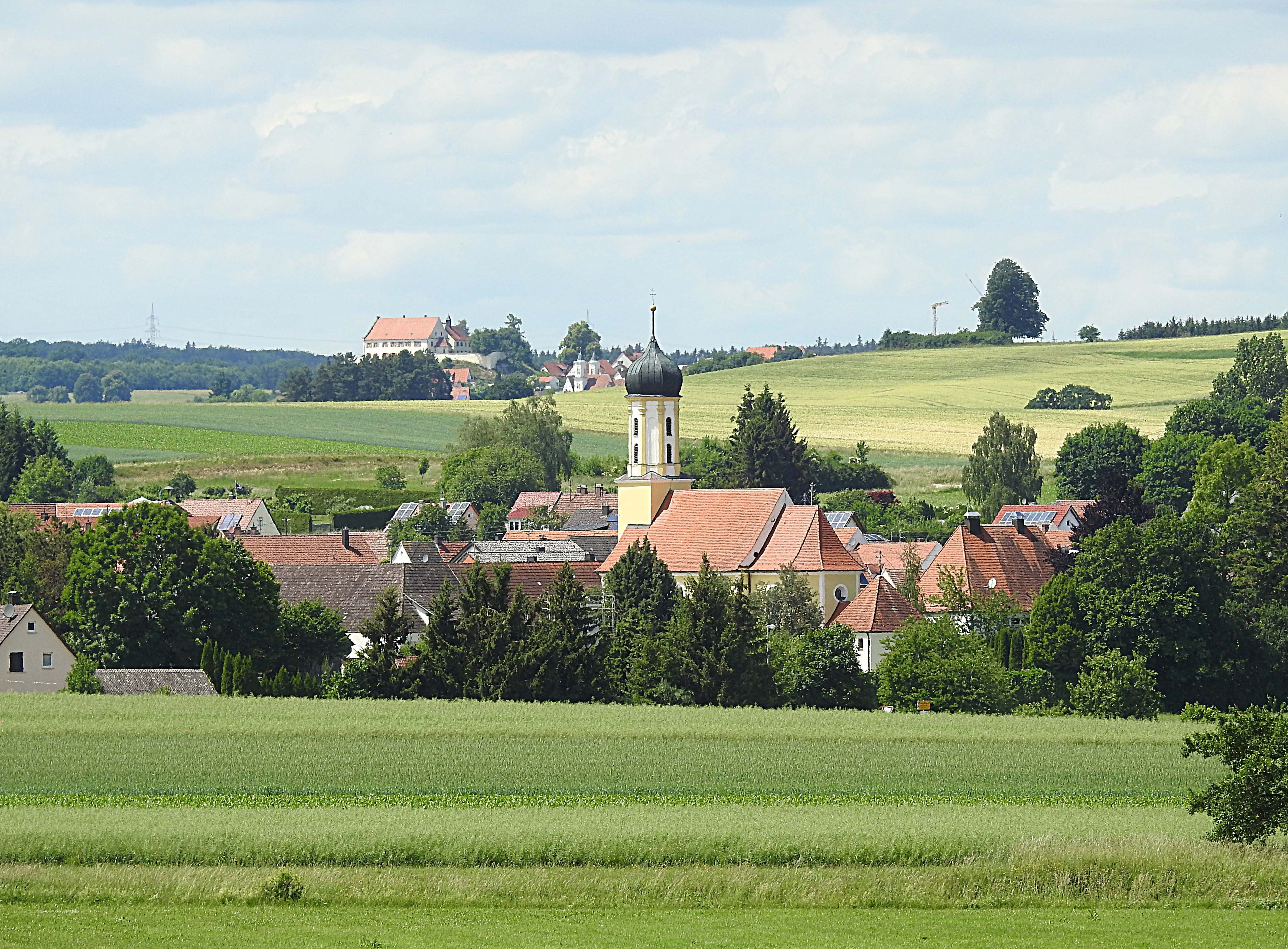
Burghagel von Südosten, im Hintergrund Altenberg

Das Gemeindegebiet besteht aus den Gemarkungen Bachhagel, Burghagel und Oberbechingen.

### Nachbargemeinden
Angrenzende Gemeinden sind die Stadt Giengen an der Brenz (Landkreis Heidenheim) und die Gemeinden Syrgenstein, Zöschingen, Dischingen (Landkreis Heidenheim), Wittislingen und Haunsheim.

## Geschichte

### Bis zur Gründung der Gemeinden
Die Herren von Hagel, die als Reichsministerialen erstmals 1145 erwähnt sind, waren die ersten nachweisbaren Besitzer der Burg Hagel. Bachhagel wird erstmals 1269/71 als Hagel erwähnt und bedeutet Hügel oder Steinhaufen. Das benachbarte Pfarrdorf Burghagel trug ebenfalls den Namen Hagel. Zur Unterscheidung nannte sich der am Bach gelegene Ort Bachhagel, der bei der Burg gelegene Burghagel. Burg Hagel wurde 1447 oder 1462 zerstört und nicht wieder aufgebaut. Die Hofmark Oberbechingen war von 1581 bis 1622 im Besitz der Ulmer Patrizierfamilie Roth von Schreckenstein. Hans Caspar Roth von Schreckenstein erbaute hier 1584 das Schloss Oberbechingen. Das heutige Gemeindegebiet gehörte zum Herzogtum Neuburg-Sulzbach und dessen Gericht Höchstädt; seit 1777 war das Gebiet Teil des Kurfürstentums Bayern. Mit dem Gemeindeedikt von 1818 entstanden die Gemeinden Bachhagel, Burghagel und Oberbechingen.

### Eingemeindungen
Im Zuge der Gebietsreform in Bayern wurden am 1. Mai 1978 die Gemeinden Burghagel und Oberbechingen eingegliedert.

### Einwohnerentwicklung
| Jahr      | 1961 | 1970 | 1987 | 1991 | 1995 | 2000 | 2005 | 2010 | 2015 | 2020 |
| --------- | ---- | ---- | ---- | ---- | ---- | ---- | ---- | ---- | ---- | ---- |
| Einwohner | 1544 | 1564 | 1788 | 1973 | 2139 | 2314 | 2410 | 2288 | 2192 | 2249 |

Zwischen 1988 und 2018 wuchs die Gemeinde von 1833 auf 2213 um 380 Einwohner bzw. um 20,7 %.

## Politik

### Gemeinderat
Der Gemeinderat besteht aus dem ersten Bürgermeister und den Gemeinderatsmitgliedern. Die 14 Gemeinderatsmitglieder werden seit Mai 2020 von folgenden Gruppierungen gestellt::
| Parteien und Wählergemeinschaften      | 2020  | 2020  | 2014  | 2014  |
| Parteien und Wählergemeinschaften      | %     | Sitze | %     | Sitze |
| -------------------------------------- | ----- | ----- | ----- | ----- |
| Bürgerblock Bachhagel                  | 40,8  | 6     | 48,7  | 7     |
| Wählergemeinschaft Burghagel           | 20,6  | 3     | 16,1  | 2     |
| Wählergemeinschaft Oberbechingen       | 18,1  | 2     | 6,3   | 1     |
| Bündnis 90/Die Grünen Bayern           | 11,0  | 2     | –     | –     |
| SPD                                    | 9,5   | 1     | 14,7  | 2     |
| Bürgerblock Junge Bürger Oberbechingen | –     | –     | 14,2  | 2     |
| Gesamt                                 | 100,0 | 14    | 100,0 | 14    |
| Wahlbeteiligung in %                   | 59,4  | 59,4  | 60,9  | 60,9  |

### Bürgermeister
Bei der Kommunalwahl am 15. März 2020 wurde unter zwei Bewerbern Ingo Hellstern (CSU) mit 80,4 % der Stimmen zum Ersten Bürgermeister gewählt.
Vorgänger von 1996 bis 2008 war Ludwig Seeger jun. (SPD/Unabhängige Bürger). Da die Wahlen am 2. März 2008 zu keinem Ergebnis führten, wurde am 16. März 2008 in einer Stichwahl Ingrid Krämmel (CSU) als Nachfolgerin gewählt. Der Amtswechsel erfolgte wie bei Regelkommunalwahlen in Bayern üblich am 1. Mai 2008. Bei der Kommunalwahl 2014 wurde Ingrid Krämmel mit 84,3 % der Stimmen im Amt bestätigt.

### Wappen
| | Blasonierung: „Von Schwarz und Gold gespaltene, eingeschweifte Spitze, darin auf gesenktem blauen Wellenbalken eine silberne Burg mit Zinnenturm und roten Dächern, gespalten von Gold und Schwarz, vorne ein schräger schwarzer Sperrhaken, hinten ein steigendes, rotbewehrtes, silbernes Einhorn mit roter Mähne und rotem Schwanz.“ |
| Wappenbegründung: Der schwarze Sperrhaken stammt aus dem Wappen der Herren von Hagel, die Burg im Wappen erinnert an die Burg Hagel. Das Einhorn war im ehemaligen Ortswappen von Oberbechingen zu finden und ist das Wappensymbol der Familie Roth von Schreckenstein. 1988 verliehen. | |

## Baudenkmäler
- Katholische Pfarrkirche Mariä Himmelfahrt in Bachhagel
- Katholische Friedhofskapelle St. Georg in Bachhagel
- Katholische Pfarrkirche St. Peter in Burghagel
- Katholische Pfarrkirche St. Michael in Oberbechingen
- Schloss Oberbechingen

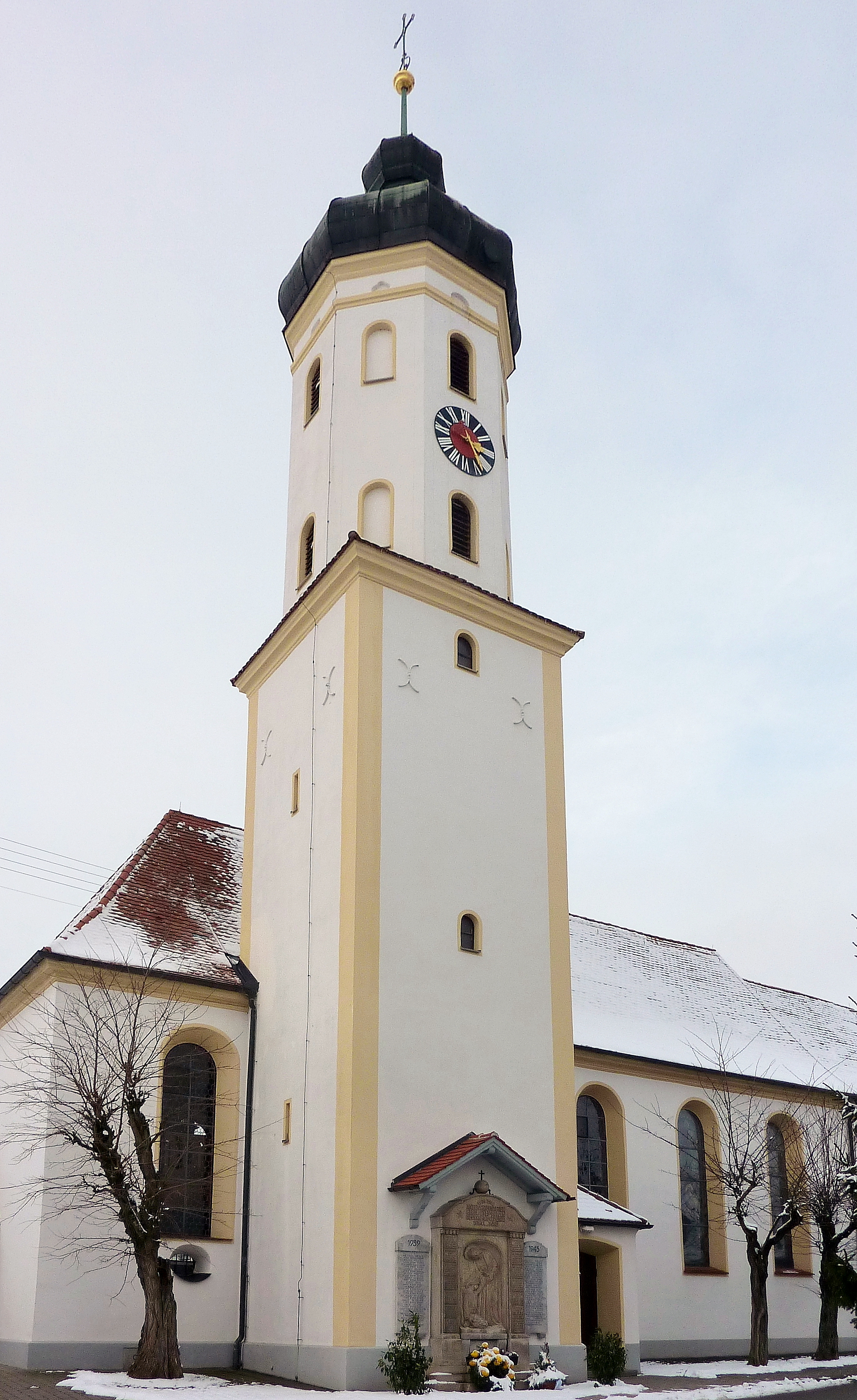
Mariä Himmelfahrt (Bachhagel)
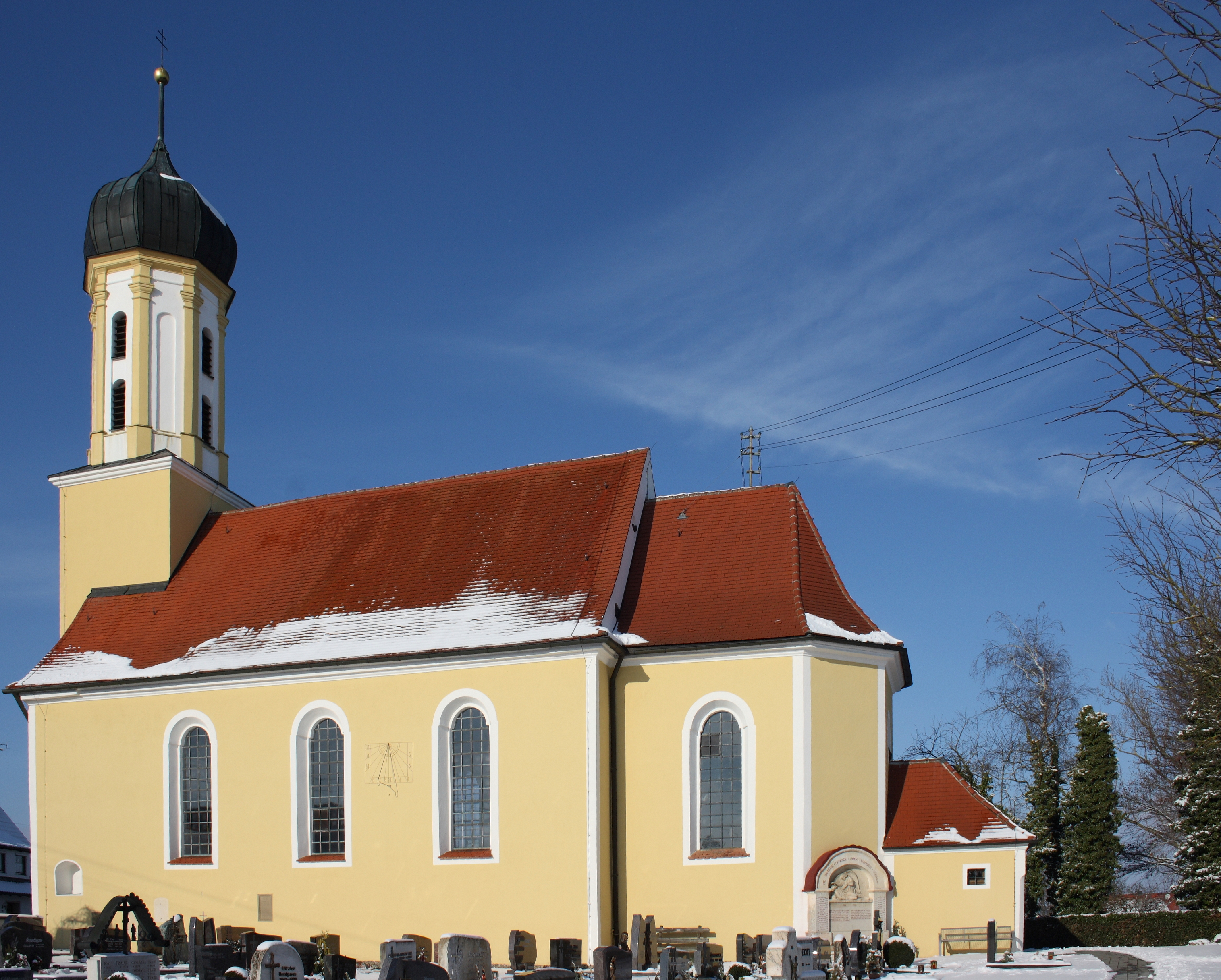
St. Peter (Burghagel)
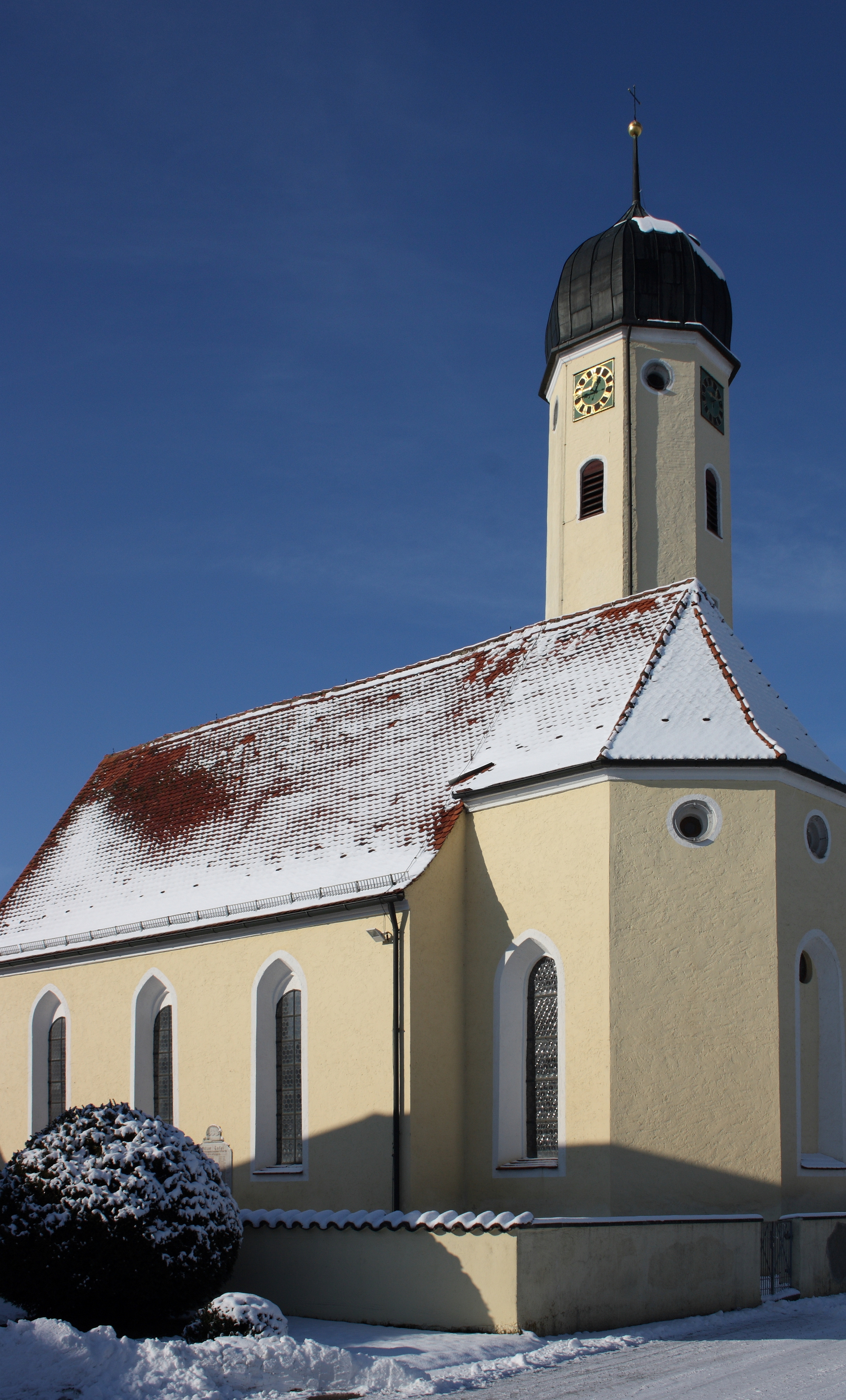
St. Michael (Oberbechingen)
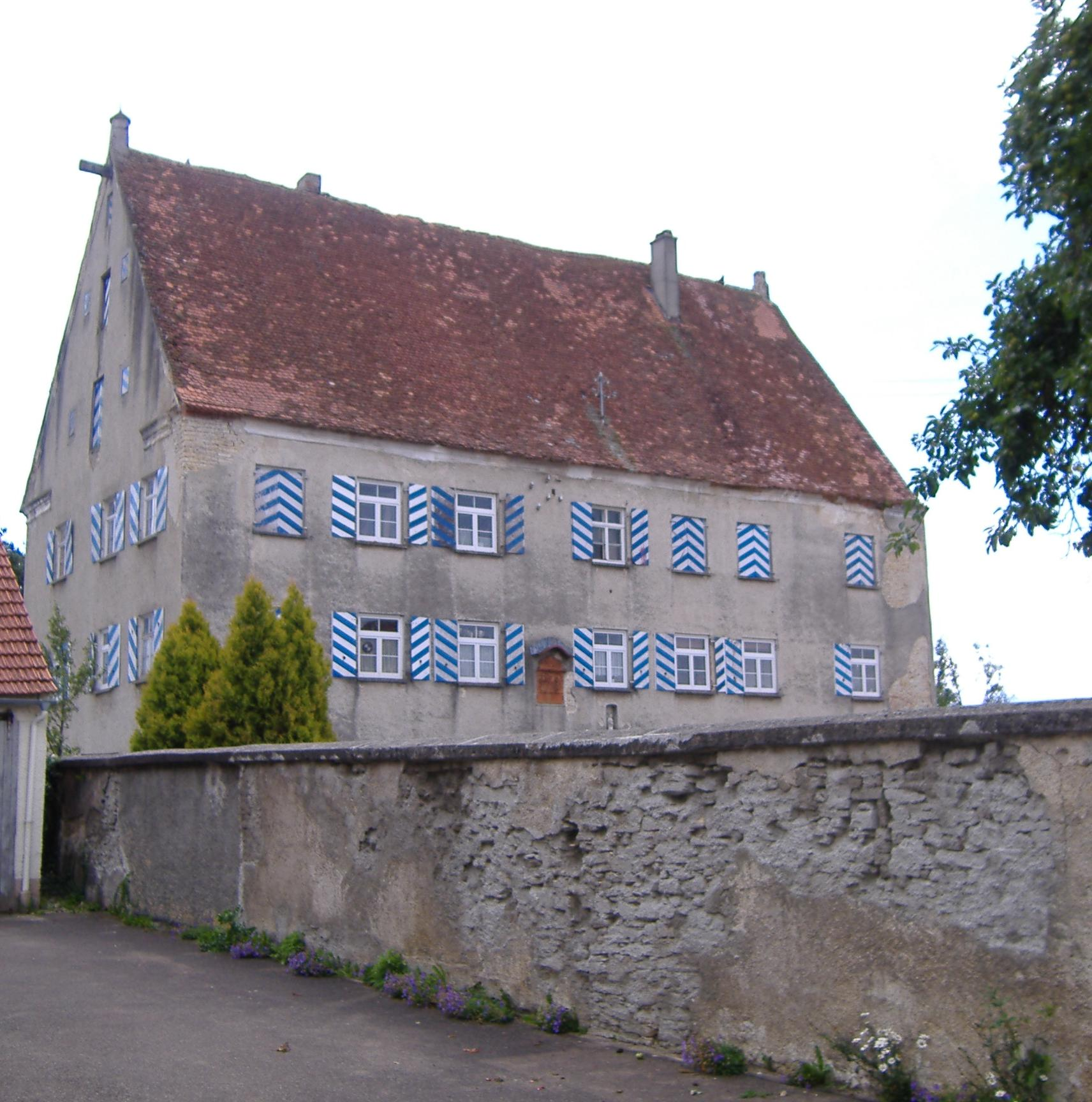
Schloss Oberbechingen mit Teil der Schlossmauer

## Wirtschaft und Infrastruktur

### Wirtschaft einschließlich Land- und Forstwirtschaft
Im Jahr 2021 gab es nach der amtlichen Statistik im produzierenden Gewerbe 197 und in sonstigen Wirtschaftsbereichen 187 Personen sozialversicherungspflichtig am Arbeitsort Beschäftigte. Sozialversicherungspflichtig Beschäftigte am Wohnort gab es 1070. Im verarbeitenden Gewerbe gab es drei, im Bauhauptgewerbe zwei Betriebe. Zudem bestanden im Jahr 2020 23 landwirtschaftliche Betriebe mit einer landwirtschaftlich genutzten Fläche von 874 ha, davon waren 748 ha Ackerfläche und 126 ha Dauergrünfläche.
Die Gemeindesteuereinnahmen betrugen im Jahr 2021 umgerechnet 2.610.000 €, davon waren umgerechnet 566.000 € (netto) Gewerbesteuereinnahmen.

### Bildung
Es gibt folgende Einrichtungen (Stand 2022):
- eine Kindertageseinrichtung: 150 genehmigte Plätze, 120 betreute Kinder
- Grundschule (Bachhagel)

## Söhne und Töchter der Gemeinde
- Agreda Dirr (1880–1949), Taubstummenpädagogin aus Oberbechingen
- Ulrich Graf (1878–1950), nationalsozialistischer Politiker, Parteifunktionär und Mitglied in SA und SS
- Hubert Schonger (1897–1978), Filmregisseur und Filmproduzent.
- Frank Schmidt (* 1974), Fußballspieler und Trainer, lebt in Bachhagel